# 新幹線通勤
新幹線通勤（しんかんせんつうきん）とは、新幹線を利用する通勤のことをいう。同類のものとして新幹線通学がある。

## 歴史
東海道新幹線開業の1964年（昭和39年）の時刻表に既に「熱海からでも東京へ通勤通学が可能」といった文章が見受けられるが、新幹線通勤や通学が一般化するのは、バブル期以降である。
1983年（昭和58年）1月31日に新幹線定期券「FREX（フレックス）」（下記）が発売開始される と、終点まで座って通勤できるだけでなく車内に公衆電話が付いていることもあったことから、利用客が増加した。また、政府も都心の住宅不足に対応するため新幹線通勤を奨励し、1989年1月1日からは通勤手当の非課税額が月5万円に引き上げられた。運営会社側としても、国鉄民営化以降本数強化を図るようになり、JR東海は1989年に「こだま」を16両編成に増強、JR東日本も座席定員を重視した2階建て車両E1系を投入するなどした。1986年4月には通学用の定期券「FREXパル」が発売され、女子学生を中心に学生の利用も増えていった。
バブル崩壊後の不況、2000年以降の都心回帰、2007年以降の団塊の世代の定年退職などにより長距離通勤・通学の需要は一旦減少したが、通勤・通学に使われることが多い定期券による新幹線輸送量を見ると、2009年度と2018年度の比較では、JR東日本は16億6500万人キロ→18億1300万人キロ、JR東海は13億5500万人キロ→15億1900万人キロと拡大し、JR西日本も増加傾向にある。通勤者本人には座って通勤できるメリットがあり、人口減少防止策として補助を出す自治体も増えている（例：新潟県湯沢町、埼玉県熊谷市、長野県佐久市、栃木県小山市）ほか、通勤手当の対象とする企業もある（例：Yahoo! JAPAN）。

## 新幹線定期券の種類
規則上は特別企画乗車券の扱いとなっている。（定期乗車券記事を参照）
- 通勤（FREX）[1]
- 通学（FREXパル）[1]

JR九州が運営する九州新幹線、西九州新幹線については通勤・通学の別に依らず「新幹線エクセルパス」の名称である。
山形新幹線（福島駅 - 新庄駅間）・秋田新幹線（盛岡駅 - 秋田駅間）は、営業上は新幹線ではなく在来線の扱いとなり、FREX・FREXパルは発売されていない。そのため、例えば郡山駅 - 米沢駅間において、山形新幹線を利用する定期券を購入したい場合は、郡山駅 - 福島駅間を新幹線、福島駅 - 米沢駅間を在来線としたFREX（又はFREXパル）を購入し、福島駅 - 米沢駅間の自由席特急券をその都度購入することとなる。なお山形新幹線・秋田新幹線は（営業上の）在来線全区間で定期券と自由席特急券（秋田新幹線は特定特急券）の併用が可能である。
博多南線は山陽新幹線の車両基地である博多総合車両所の周辺住民の通勤・通学などを主目的として営業されており、新幹線の設備・車両を利用する（新幹線特例法の対象となる） ものの、全国新幹線鉄道整備法やJRの営業上は新幹線に含まれず、運行される列車は在来線特急の扱いとなっている。
上越新幹線の車両を用いて季節運行を行う、ガーラ湯沢駅発着の列車は上越線の支線扱いであり、こちらも在来線特急の扱いとなっている。

## 利用状況
主たる利用地は首都圏、近畿圏であるが、新幹線の走っている場所ではどこでも、多かれ少なかれ利用されている、JR東日本では新幹線の駅別乗車人員を発表しているが、定期利用客のいない駅は今のところ皆無である。なお、首都圏・近畿圏以外では山陽新幹線の小倉駅 - 博多駅間での利用が多く、日本で最初に定期券での新幹線乗車が可能となった区間である。ただ、首都圏では片道100kmを超える利用も多いのに対し、その他の地域では1駅あるいは2駅間（距離にして30km - 60km）程度の利用が多い。
地価高騰により、特に団塊世代の持ち家購入時期とも重なったバブル景気には在来線による通勤圏での持ち家購入が困難となった。このため、従業員の福利厚生の一環としての意味も含め、「新幹線通勤制度」を設け、定期券代を支給または補助する企業が現れ、利用に拍車がかかった。
また、企業が定期代を負担しない場合でも、新幹線通勤を選択する向きもあった。これは総負担額の問題で「新幹線通勤費の自己負担額 + 住宅ローン < 在来線通勤圏に家を購入した場合のローン」となる、異常な地価状況であったからである。その上、通勤時間の短縮と着席通勤ができ、いわゆる「痛勤」の回避もメリットとして挙げられる。
また、FREXパルが導入されると、出身地の実家で家族と同居した方が大学周辺での一人暮らしや寮生活より安全で経済的負担にも見合うと判断する大学生（特に女子学生）やその家族も増え、新幹線通学も拡大していった。
2019年12月現在、FREX・FREXパルが設定されているのは、東京駅との間では東海道新幹線の豊橋駅以東、東北新幹線の福島駅以南、上越新幹線の燕三条駅以南、北陸新幹線の上越妙高駅以南 の各駅である。また、新大阪駅との間では東海道新幹線の浜松駅以西ないし山陽新幹線の岡山駅以東の各駅との間で設定されている。
新幹線の近距離列車の本数は都市部の在来線に比べると少ないものの、東京都市部で最も本数が少ない横須賀線に匹敵し、また座席数も在来線を走るライナーよりも多い。

### JR北海道
青森県東津軽郡今別町では、町民を対象に奥津軽いまべつ駅から新青森駅への新幹線定期券に助成金を交付している。

### JR東日本
小山駅・本庄早稲田駅では定期客が非定期客を上回る。東日本旅客鉄道（JR東日本）では、群馬県安中市の山間部に長野新幹線（のちの北陸新幹線）の新駅として1997年に開業した安中榛名駅の駅前の土地を購入して宅地（ニュータウン）を造成し、「びゅうヴェルジェ安中榛名」として2003年から販売を開始した。これは新幹線による東京都内への通勤を考慮したものである。

### JR東海
静岡県静岡市・東部・伊豆地域から東京方面への通勤・通学客が多く、長泉町では町内から三島駅を経由して東京に通学する学生に対して最大2万円を補助している。

### JR西日本
前述のとおり、小倉 - 博多での通勤・通学が多い。
また、北陸新幹線の富山 - 金沢、福井 - 金沢も、通勤・通学が多い
また、山陽新幹線の姫路 − 新大阪、西明石 – 新大阪も、通勤・通学が多い

### JR九州
西九州新幹線では開業を期に通勤圏が拡大しており、沿線自治体による新幹線定期券への助成金も設定されている。

## 全車指定席区間について
東北・北海道新幹線の盛岡駅 - 新函館北斗駅間は原則として全席指定席となっている。在来線を含め、全席指定席の列車には原則として定期券での乗車ができないが、仙台駅 - 新函館北斗駅間では、特例として全車指定席列車については定期券利用者は普通車の空いている席に着席できるという扱いを行っている。もしその席の指定券を所持する乗客が来たら別の席に移動することになる。満席の場合は立席となる。
2003年9月まで全席指定席だった東海道・山陽新幹線「のぞみ」には乗車できなかった。市販時刻表の東海道・山陽新幹線のページの欄外にも「FREX・FREXパル及び在来線の定期乗車券では全車指定席の列車には乗車できません。ご乗車の場合は、乗車区間の運賃・料金を別途いただきます」と明記されていた。また、上越・北陸新幹線では臨時列車の一部に全席指定席の列車が設定されることがあるが、この場合も乗車できない（時刻表の営業案内に記載）。

## 世界各国における事例
世界各国の高速鉄道においても、日本の新幹線定期券同様の定期券制度を設けるところもあり、韓国高速鉄道（KTX）や、台湾高速鉄道において定期券が発売されている。

### 台湾高速鉄道
高速鉄道開通後、地価の高い台北市から高速鉄道沿線に移住する人が増加 し、燃料価格の高騰を機に自動車通勤から高速鉄道を利用して通勤する人が増加した。特に桃園駅や新竹駅から台北に通勤する住民が多く、台湾の住宅販売企業の調査によると、2007年から2011年までの間に高鉄桃園駅に隣接する青埔駅から台北に向かう利用者は2 - 3倍、高鉄新竹駅に隣接する六家駅から台北に向かう利用者は3 - 4倍に増加した。また新竹から台北への定期券利用者数は6281人と、全利用者数の4割に上る。
桃園・新竹・台中などは中心街や台湾鉄道の中心駅から離れており、開発が進められている。
南港駅・台北駅・板橋駅の三駅区間内のものを除き、全ての区間で定期券が発売されている。